# Reggio Football Club 1924-1925
Questa pagina raccoglie i dati riguardanti il Reggio Football Club nelle competizioni della stagione  1924-1925.

## Stagione
La squadra disputò il Campionato Siciliano di Seconda Divisione, nel girone D. Il Reggio vinse il proprio girone, ed affrontò in semifinale la vincente del girone C, cioè l'Unione Sportiva Peloro Messina.
L'andata si disputò in Sicilia, e il risultato finale fu 1-0 per i messinesi; non si conosce il risultato della gara di ritorno, tuttavia fu la Peloro a qualificarsi per la finale (poi disputata e vinta contro la Gargallo).